# Adam Foltán
Adam Foltán, né le 7 mai 2000, à Žiar nad Hronom, est un coureur cycliste slovaque.

## Biographie
En 2018, Adam Foltán devient champion de Slovaquie du contre-la-montre chez les juniors (moins de 19 ans). Il représente également son pays lors des championnats d'Europe et des championnats du monde juniors. L'année suivante, il rejoint la formation tchèque Topforex-Lapierre, qui accède au niveau continental en 2020. 
En 2021, il intègre l'équipe continentale slovaque Dukla Banská Bystrica. Bon sprinteur, il se classe quatrième d'une étape du Tour international de Rhodes, cinquième d'une étape du Tour de Bulgarie et sixième du Grand Prix Chantal Biya. En août 2022, il est sélectionné en équipe de Slovaquie pour participer aux championnats d'Europe sur route, chez les élites. 
Il rejoint l'équipe slovaque RRK Group-Pierre Baguette-Benzino pour la saison 2023, où il n'obtient pas de résultats notables au niveau international et fait sa dernière apparition aux championnats nationaux en juin.
En 2024, Foltán se retrouve sans équipe et ne participe à aucune course UCI.

## Palmarès et résultats

### Palmarès par année
- 2018
  -  Champion de Slovaquie du contre-la-montre juniors
  - 2e du championnat de Slovaquie sur route juniors

### Classements mondiaux
| Année                                 | 2020  | 2021  | 2022  |
| ------------------------------------- | ----- | ----- | ----- |
| Classement mondial                    | 1520e | 1607e | 2475e |
| UCI Europe Tour                       | 1132e | 1134e | 1513e |
|                                       |       |       |       |
| Légende : nc = non classéSource : UCI |       |       |       |